# علي مقبل الكوكباني
علي مقبل صارم الكوكباني هو ممثل وشاعر يمني. ولد عام 1947 في حصن المخير في محافظة المحويت. تلقى تعليمه الأولي في كتاتيب قريته، ثم واصل تثقيف نفسه عبر المطالعة. بدأ حياته العملية في الأعمال الحرة والمقاولات. شارك في تأسيس المسرح الوطني التابع لوزارة الإعلام. وهو عضو في اتحاد الأدباء والكتاب اليمنيين. وله مساهمات في كتابة الشعر الغنائي.

## مسلسلات شارك في بطولتها
- الفجر دور (قاسم أبو الليل)
- الوصية دور (مسعد النقاش)
- الثأر دور (رابح)
- الحب والثأر دور (مسعود المجفر)